# Myopsyche notoplagia
Myopsyche notoplagia är en fjärilsart som beskrevs av George Francis Hampson 1908. Myopsyche notoplagia ingår i släktet Myopsyche och familjen björnspinnare. Inga underarter finns listade i Catalogue of Life.